# باتارجاوین شوودور
باتارجاوین شوودور (به مغولی: Баатаржавын Шоовдор؛ متولد ۲۰ نوامبر ۱۹۹۰) کشتی‌گیر آزادکار اهل مغولستان است.
از افتخارات وی می‌توان به کسب سه مدال برنز در قهرمانی کشتی جهان ۲۰۱۸ و قهرمانی کشتی جهان ۲۰۱۹ و قهرمانی کشتی جهان ۲۰۲۱ اشاره کرد.